# Alfred Maurstad
Alfred Maurstad (26 de julio de 1896 – 5 de septiembre de 1967) fue un actor, músico y director noruego, conocido sobre todo por su papel en la película Gjest Baardsen.

## Biografía
Nacido en Vågsøy, Noruega, desde su juventud Alfred Maurstad fue músico en el distrito de Nordfjord, llevando a cabo varias grabaciones discográficas de canciones noruegas interpretadas con un violín hardanger. Intérprete de música tradicional, era un virtuoso del violín hardanger, un instrumento típico noruego que ayudó a popularizar en Nordfjord.
Maurstad fue uno de los primeros violinistas hardanger en tocar en la radio en los años 1920 y, al igual que Sigbjørn Bernhoft Osa, formó parte de un trío de violinistas creado por Eivind Groven en 1932. El trío tocó regularmente en un programa musical radiofónico emitido en esa década. Maurstad se hizo muy conocido por su interpretación del tema «Fanitullen», que tocaba en solitario o acompañado de una orquesta.  
Maurstad debutó como actor en el Det norske teatret en 1920, y trabajó en el Teatro nacional de Oslo desde 1931. Fue director del Teatro de Trøndelag desde 1945 a 1950. Además, fue actor protagonista en películas como Fant, Tørres Snørtevold y Gjest Baardsen.
Fue nombrado comendador de la Orden de San Olaf. 
Alfred Maurstad falleció en Oslo, Noruega, en el año 1967. Casado con Tordis Maurstad, fue padre de Toralv Maurstad. Posteriormente se casó con Gro Scott-Ruud, con la cual tuvo a Mari Maurstad.

## Filmografía

### Actor
- 1960 : Det store varpet
- 1958 : Laila
- 1958 : Ut av mørket
- 1951 : Ukjent mann
- 1951 : Valley of Eagles
- 1948 : Jørund Smed
- 1942 : Trysil-Knut
- 1941 : Hansen og Hansen
- 1940 : Bastard
- 1940 : Tørres Snørtevold
- 1939 : Gjest Baardsen
- 1938 : Vingar kring fyren
- 1938 : Styrman Karlssons flammor
- 1937 : Fant
- 1935 : Samhold må til
- 1934 : Liv
- 1932 : Fantegutten
- 1926 : Brudeferden i Hardanger

### Director
- 1942 : En herre med bart
- 1942 : Hansen og Hansen

### Guionista
- 1941 : Hansen og Hansen
- 1935 : Samhold må til

## Discografía
- Innspelingar frå 1927 til 1962, dobbelalbum (2 cd) (Aksent, 2018)[2]

## Premios
- 1955 : Estatuilla Aamot